# 真岡駅 (樺太)
真岡駅（まおかえき）は、かつて樺太真岡郡真岡町に存在した鉄道省樺太西線の駅である。樺太西海岸における拠点駅であった。現在はロシア鉄道極東鉄道支社サハリン地域部のホルムスク＝ユージヌイ駅（ст. Холмск-Южный, ホルムスク南駅）である。
現状に関しては、サハリン州およびサハリンの鉄道の項目も参照のこと。

## 概要

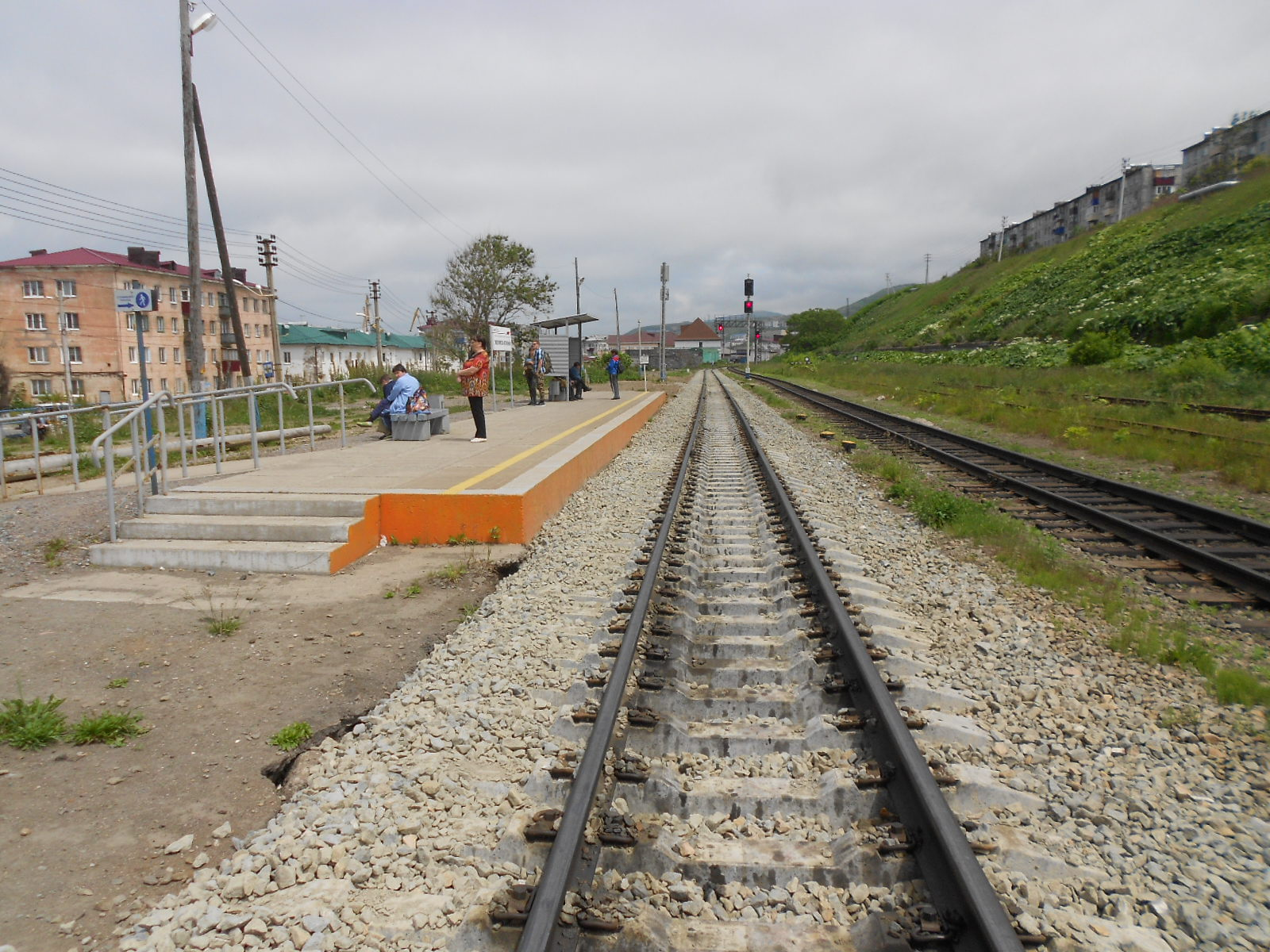
ホルムスク＝ユージヌイ駅ホーム（2016年）

1920年、樺太庁鉄道西海岸線本斗 - 真岡間開通にともない設置された。 当時の真岡は樺太日本海側の不凍漁業基地で、現在のサハリン鉱山（シャフタ＝サハリンスカヤ）である旧内幌炭山があった西岸南部の内幌（ゴルノザヴォーツク）方面や、西岸北部の久春内（イリインスク）方面への拠点駅となり、さらに豊真線開業にともなって豊原（ユジノサハリンスク）方面への日本海側の起点となった。1932年には上野駅や小樽駅に類似した駅本屋に改築された。
日本時代末期の樺太西線列車は、上り本斗駅行き5本、真岡駅止まり2本。下り野田駅行きと久春内駅行き各2本、北真岡駅行き1本が運行されていた。また豊真線は豊原駅 - 北真岡駅間上下各3本が運行されていた。
1946年のソ連国鉄編入にともない、ホルムスク＝ユージヌイ駅に改称。戦後のホルムスク周辺の鉄道輸送体系再編の中で駅機能は縮小され、日本時代の駅本屋は1992年に解体された。
現在は小規模なホームが1面のみ残り、イリインスク（久春内）方面と隣駅ホルムスク＝ソルチローヴォチヌイ駅操車場およびネヴェリスク方面への貨物列車が運転停車している。1997年のネヴェリスク方面への旅客列車休止以降、当駅を通過する長距離旅客列車は運行されていないが、郊外のダーチャに通う市民向けに、ホルムスク＝セヴェルヌイ駅と市内のニコライチュク駅（旧池ノ端駅）を結ぶ区間運転列車が上下各3本（6105～6108列車＝夏季以外週4日運行、6113・6114列車＝同週3日運行）停車している。

### ホルムスク周辺鉄道駅の現況
ソ連時代、ホルムスクは本土とサハリン島内の中継拠点の役割を担い、鉄道輸送体系も日本時代から大きく変化した。
西岸の動力車基地であるホルムスク機関区（旧真岡機関区）に隣接するホルムスク＝セヴェルヌイ駅（旧北真岡駅, ст. Холмск-Северный, ホルムスク北駅）は、駅正面にソ連の漁業船団基地が設けられた。ソ連崩壊後、港はサハリンプロジェクトの資機材荷揚げの拠点港に再整備され、同駅と貨物線で直結したコンテナ基地が設けられた。また1997年のシャフタ＝サハリンスカヤ─ホルムスク＝ソルチローヴォチヌイ間旅客列車運行休止以降は、ホルムスクからユジノサハリンスク、チェーホフ＝サハリンスキー（旧野田駅）およびトマリ（旧泊居駅）に向かう旅客列車の始発駅となっている。
一方、ポリャーコヴォ駅（旧手井駅）は、1973年のワニノ・ホルムスク鉄道連絡船就航にともない、ホルムスク海洋貿易港の連絡船桟橋に至るホルムスク操車場が開設されて鉄道連絡船と島内各地発着の貨物列車を中継する貨物拠点駅となり、1991年には操車場に合わせてホルムスク＝ソルチローヴォチヌイ駅（ст. Холмск-Сортировочный, ホルムスク操車場駅）に改称した。
こうした中、ホルムスク＝ユージヌイ駅は拠点駅としての機能を失ってローカル駅に転落した。ソ連末期には日本時代の駅本屋も使用されなくなって荒廃し、1992年に解体された。取り壊し直前には、廃墟化した駅本屋内に立ち入った日本人旅行者により、多数の日本時代の鉄道資料が持ち出され、その多くがのちに東海旅客鉄道（JR東海）に寄贈された。

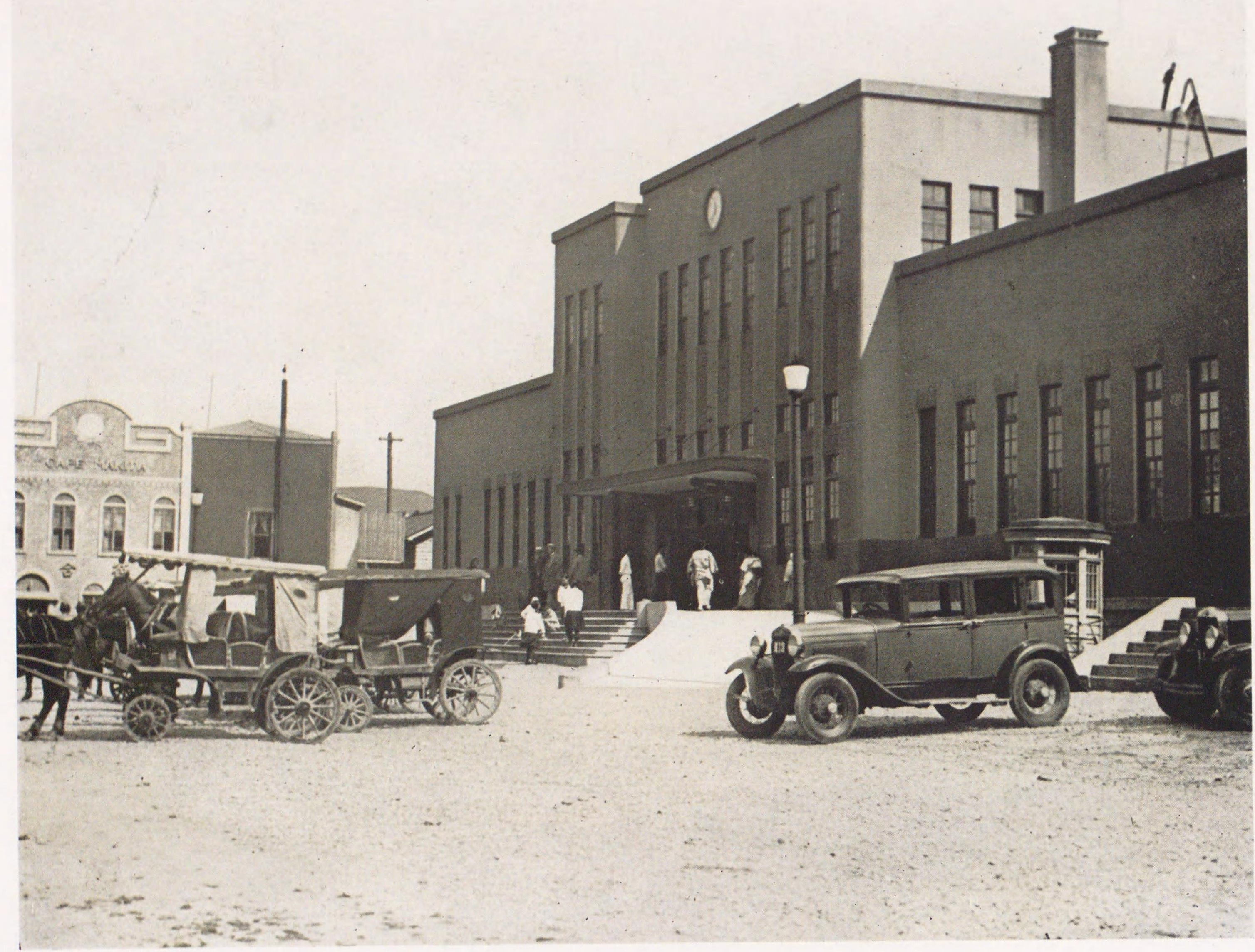
日本時代の真岡駅
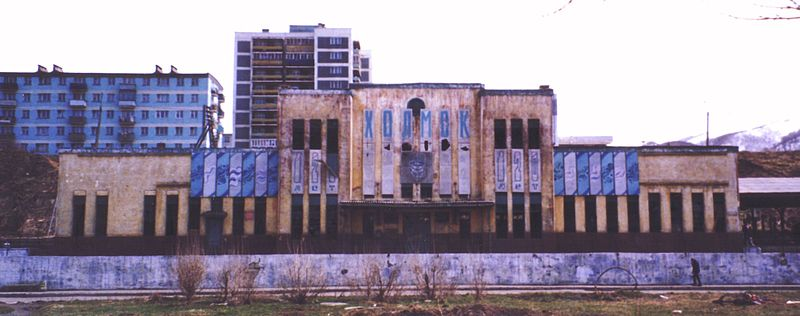
解体直前のホルムスク＝ユージヌイ駅本屋（1992年）
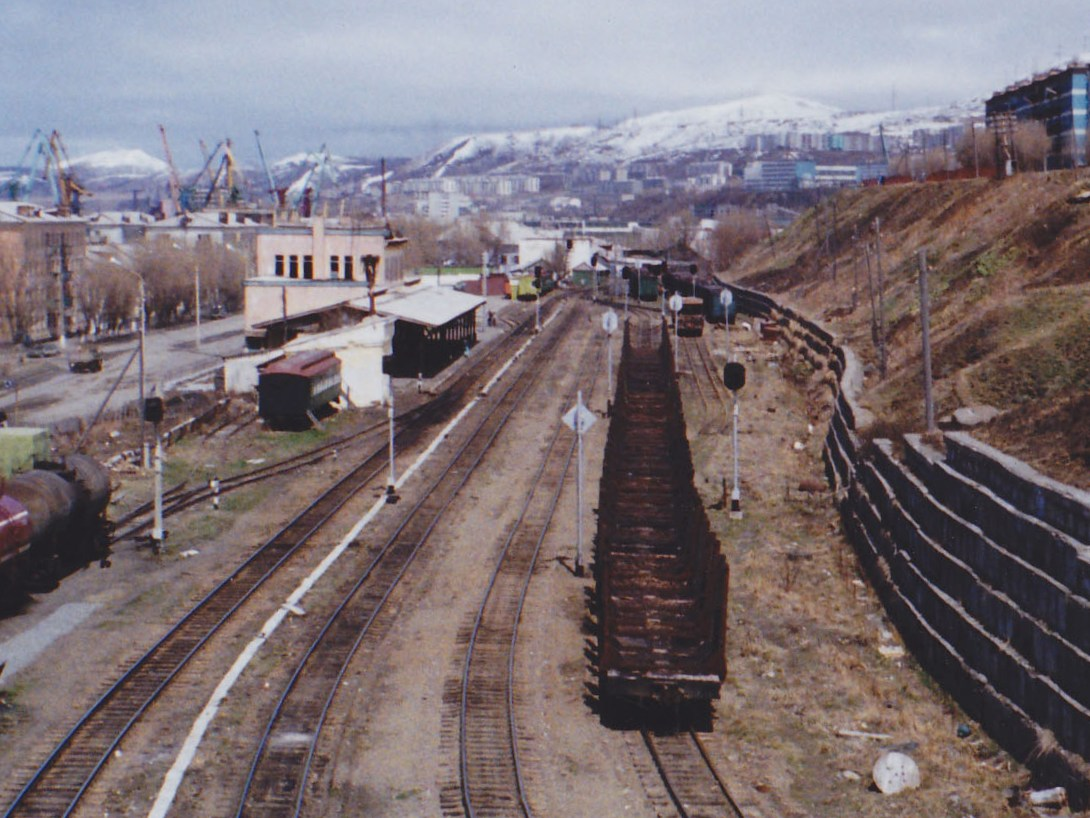
駅本屋解体前のホルムスク＝ユージヌイ駅構内（1992年）

## 歴史
- 1920年（大正9年）10月11日：樺太庁鉄道西海岸線本斗駅 - 当駅間(47.3km)開通により開業[1]。
- 1921年（大正10年）11月1日：当駅 - 野田駅間(47.6km)延伸開業。
- 1926年（大正15年）11月15日：豊真線逢坂駅 - 手井駅間が開通し、当駅に乗り入れ開始。
- 1929年（昭和4年）12月13日：当駅 - 浜真岡駅間(1.8km)の貨物支線が開通。
- 1932年（昭和7年）12月5日：鉄筋コンクリート一部2階建ての新駅舎が竣工。
- 1943年（昭和18年）4月1日：南樺太の内地化により、鉄道省（のち運輸逓信省、運輸省）に編入。
- 1945年（昭和20年）8月：ソ連軍が南樺太へ侵攻、占領し、駅を含め全線がソ連軍に接収される。
- 1946年（昭和21年）2月1日：「国有鉄道線路名称」の「樺太線の部」削除により書類上廃止。
- 1946年4月1日：ソ連運輸通信省南サハリン鉄道局発足にともないソ連国鉄に編入されホルムスク＝ユージヌイ駅に改称。
- 1992年：駅舎を解体撤去。
- 1994年：ユジノサハリンスク─ホルムスク線ノヴォデレヴェンスカヤ─ニコライチュク間廃止にともないユジノサハリンスク方面行き列車休止。
- 1997年：シャフタ＝サハリンスカヤ─ホルムスク＝ソルチローヴォチヌイ間旅客列車休止にともないネヴェリスク方面への定期旅客列車消滅。

## 駅周辺

### 日本時代
- 真岡町役場
- 真岡郵便局
- 樺太庁真岡中学校

### 現在
- ホルムスク都市管区役所（Администрация Холмского городского округа, 旧真岡中学校跡地）
- レーニン広場（Площадь Ленина） - ホルムスク＝ユージヌイ駅（旧真岡駅）より南南西方向へ約2kmに位置。
- 中型ショッピングモール「アルバトロス（アリバトゥロース）」（ТЦ «Альбатрос»） - 前述「レーニン広場」北西方向に隣接。Googleストリートビュー（ショッピングモール「アリバトゥロース」）
- 「マヤーク・サハリーナ」陸上競技場（Стадион «Маяк Сахалина»）
- 中央地区文化ホール（Центральный районный Дом культуры）

## 隣の駅

### 日本時代
鉄道省樺太鉄道局
樺太西線
手井駅 - 真岡駅 - （中真岡駅） - 北真岡駅
樺太西線（貨物支線）
真岡駅- 浜真岡駅